# Señorío de Formentera
El señorío de Formentera fue un señorío que concedió el rey Carlos II en 1691 a Carlos Pérez de Sarrió y Martínez de Fresneda.

## Historia
De origen islámico, fue señorío de Juan de Portugal (1357-1433), pasando posteriormente a las manos de los Masquefa, que vendieron la hacienda a Beatriz Gómez, viuda del mercader de Elche Ginés Jordi y Gascó. La hacienda, por el matrimonio de Isabel Anna Jordi, hija de los anteriores, con Gaspar Pérez de Sarrió y Ferrero, pasó a manos de los señores y después marqueses de Algorfa y, por último a los condes de Casa Rojas.
En 7 de mayo de 1691 se otorgó la Carta Puebla de Formentera a Carlos Pérez de Sarrió, que pasa a ser su señor jurisdiccional.

## Señores de Formentera
|                        | Titular                                          | Periodo                |
| Otorgado por Carlos II | Otorgado por Carlos II                           | Otorgado por Carlos II |
| ---------------------- | ------------------------------------------------ | ---------------------- |
| I                      | Carlos Pérez de Sarrió y Martínez de Fresneda    | (1691 - 1719)          |
| II                     | Nicolás Pérez de Sarrió y Doménech               | (1719 - (?))           |
| III                    | Ignacio Pérez de Sarrió y Paravicino             | ((?) - 1806)           |
| IV                     | María Luisa Pérez de Sarrió y Ruiz-Dávalos       | ((?) - 1794)           |
| V                      | José Miguel de Rojas y Pérez de Sarrió           | (1794 - 1833)          |
| VI                     | José Joaquín María de Rojas y Canicia de Franchi | (1833 - 1888)          |

## Linajes
Desde la creación del señorío de Formentera, dos linajes fueron propietarios de este feudo, portando el título de nobleza de Señor de Formentera. 
- Casa de Pérez de Sarrió (1691 - 1794)
- Casa de Rojas (1794-1888)